# 太良町立大浦小学校
太良町立大浦小学校（たらちょうりつ おおうらしょうがっこう）は佐賀県藤津郡太良町大字大浦にある町立小学校。

## 概要
歴史
1873年（明治6年）に創立。数回の改組・改称を経て、現校名になったのは1955年（昭和30年）。2023年（令和5年）に創立150年を迎えた。
校訓
「ひこばえの心」- 強く、賢く、美しく
校章
月桂樹と星（☆）の絵を組合わせたものの中央に「小」の文字を置いている。
校歌
作詞は橋本野酔、作曲は菖蒲敏博による。歌詞は3番まであり、1番と3番の歌詞中に「大浦」が登場する。
通学区域
住所表記で「太良町」の後に「大字大浦」が続く地域。
中学校区は太良町立大浦中学校。

## 沿革
- 1874年（明治7年）5月 - 「中畑小学校」、「田古里小学校」、「竹崎小学校」が創立。
- 1878年（明治11年）3月 - 以上の小学校3校を統合の上、亀ノ浦に「大浦小学校」を設立。
- 1886年（明治19年）9月 - 小学校令施行により、尋常科（4年制）を設置の上、「尋常大浦小学校」と改称し。竹崎分校を設置。
- 1892年（明治25年）10月 - 「大浦尋常小学校」と改称し、亀ノ浦に校舎を新築。
- 1893年（明治26年）7月 - 竹崎分校を廃止。
- 1908年（明治41年）4月 - 小学校令の改正により、義務教育年限（尋常科の修業年限）が4年から6年に延長されることとなる。
- 1923年（大正12年）4月 - 高等科を併置の上、「大浦尋常高等小学校」と改称。
- 1933年（昭和8年）12月 - 鉄道敷設のため、現在地に校舎を新築の上、移転を完了。
- 1941年（昭和16年）4月1日 - 国民学校令により、「大浦村国民学校」に改称。尋常科を初等科に改める。
- 1947年（昭和22年）4月1日 - 学制改革（六・三制の実施）が行われる。
  - 大浦村国民学校の初等科が「大浦村立大浦小学校」に改組される。
  - 大浦村国民学校の高等科は、青年学校普通科とともに、新制中学校「大浦村立大浦中学校」に改組される。
- 1953年（昭和28年）3月 - 講堂が完成。
- 1955年（昭和30年）
  - 2月11日 - 多良町と大浦村の合併により、太良町が発足。
  - 2月12日 - 太良町の発足により、「太良町立大浦小学校」（現校名）に改称。
- 1962年（昭和37年）
  - 7月8日 - 集中豪雨による権現山地滑りが発生し、地区・校地ともに多くの被害を受ける。
  - 8月27日 - 教室を分散し、授業を再開。
- 1963年（昭和38年）5月 - 鉄筋コンクリート3階建て校舎1棟が完成。
- 1967年（昭和42年）
  - 2月 - 太良町給食センターの完成により、完全給食を開始する。
  - 3月 - 標準服を制定。
- 1970年（昭和45年）5月 - 鉄筋コンクリート3階建て校舎1棟が完成。
- 1971年（昭和46年）7月 - プールが完成。運動場を拡張。
- 1974年（昭和49年）11月 - 創立100周年記念式典を挙行。
- 1981年（昭和56年）8月 - 講堂を解体。
- 1982年（昭和57年）3月 - 体育館が完成。
- 1985年（昭和60年）8月 - 校舎改築工事が完了。
- 1987年（昭和62年）8月 - 2階渡り廊下屋根が完成。
- 1998年（平成10年）9月 - 南棟校舎の大規模改修工事が完成。
- 1999年（平成11年）4月 - ことばの教室を開級。
- 2001年（平成13年）12月 - 校門を新設。校訓碑を設置。
- 2007年（平成19年）4月 - 学びの通級指導教室が開級。
- 2009年（平成21年）8月 - 南校舎の耐震補強工事が完了。
- 2011年（平成23年）
  - 7月 - 仮設校舎を設置。
  - 8月 - 北校舎を解体。
- 2012年（平成24年）7月 - 新北校舎が完成。
- 2013年（平成25年）3月 - 南校舎特別教室の改修工事が完了。
- 2022年（令和4年）1月 - 体育館の改修工事が完了

## 交通
最寄りの鉄道駅
- JR九州 長崎本線「肥前大浦駅」

最寄りのバス停留所
- 祐徳バス 太良「風配登山口」バス停

最寄りの幹線道路
- 国道207号

## 周辺
- 太良町民体育センター
- 太良町役場 大浦支所
- 鹿島警察署大浦警察官駐在所
- 大浦郵便局